# 道風神社
道風神社（とうふうじんじゃ）は、京都市北区杉阪道風町にある神社である。

## 概要
京都府道31号西陣杉坂線沿い、杉阪地区（かつての上杉坂集落）の東南端にあり、三跡の一人として知られた平安時代の名書家、小野道風を祀る。「道風武大明神」(とうふうたけのだいみょうじん)、「武明神社」ともいい、同地区を中心とした産土神として知られる。
境内には、道風が硯の水に用いたとされる「積翠池」（しゃくすいいけ） や、樹齢250年以上、高さ25ｍの杉木立、不動明王を祀る「明王堂」が存在する。
当社の所在は「杉阪道風町」で、地名の由来になっている。

## 歴史
当社の置かれた杉坂の地は、かつて山城国葛野郡小野郷の一角にあたる。古代では近江国滋賀郡小野村(現在の大津市北部)が拠点の、豪族小野氏の勢力範囲となっていた。
小野郷は元々、丹波国桑田郡に属していた。嵯峨天皇の御代、弘仁年中（810～824年の間)山城国葛野郡に編入された。葛野郡の小野郷の構成は小野六村と呼ばれた小野上村・下村・大森東河内村・西河内村・中（河）村・杉坂村で構成されていた。杉坂村は都に最も近く、徒歩で約1時間半で宮廷内裏まで通える立地条件にあった（小野六村の他に出谷村・中畑村・中津川村の三村があったが、元禄六酉年に三村は愛宕郡（あたごぐん）に編入され、明治7年に雲ヶ畑村に編入された)
その後、寛仁二年(1018年)11月25日、加茂郡、小野郷、錦部郷、大野郷と同時に加茂上下大神宮の神領となる（以上 宮川忠夫 昭和41年4月 岩戸落葉神社 より）
延喜20年（920年）小野道風26歳で能書の撰で非蔵人に補されると、当地に庵を構え、書の修練に励んだとされる。当社の起源はこの延期20年としている。なお非蔵人とは天皇の秘書官補のことである。
道風の生まれは尾張（現在の春日井市）付近とされ、父は小野葛紘で養子または実子の三男とされ、小野篁の孫になる。当時、小野氏の支配下にあり最も都に近い最良の当地を父小野葛紘から与えられたと推定される。
道風は、当地の産土神「和香社」より湧き出す霊水和香水（わこうすい）で、境内にあった明王寺に業を修めたことにより、没後(967年)当社氏神として祀られたとされる。人々は道風の筆法にならって和香水で研滴するとともに、この水をたたえる碑が建立されている。また、宮中にも献上され、修法で用いられていた。
道風の遺品である唐鏡（からかがみ）、硯（すずり）、唐筆、硯屏（けんびょう、硯のそばに立てる小さなついたて）、卦算（けいさん、文鎮）などが社宝として保存されている。

## お火焚
11月3日19時半から挙行されるお火焚（おひたき）祭は、薪で井桁（いげた）を作って縦長に組み上げ、厄年にあたる氏子が火を入れる神事である。この井桁が倒れた方角により、来年度の吉凶が占われる。

## 道風神社ギャラリー

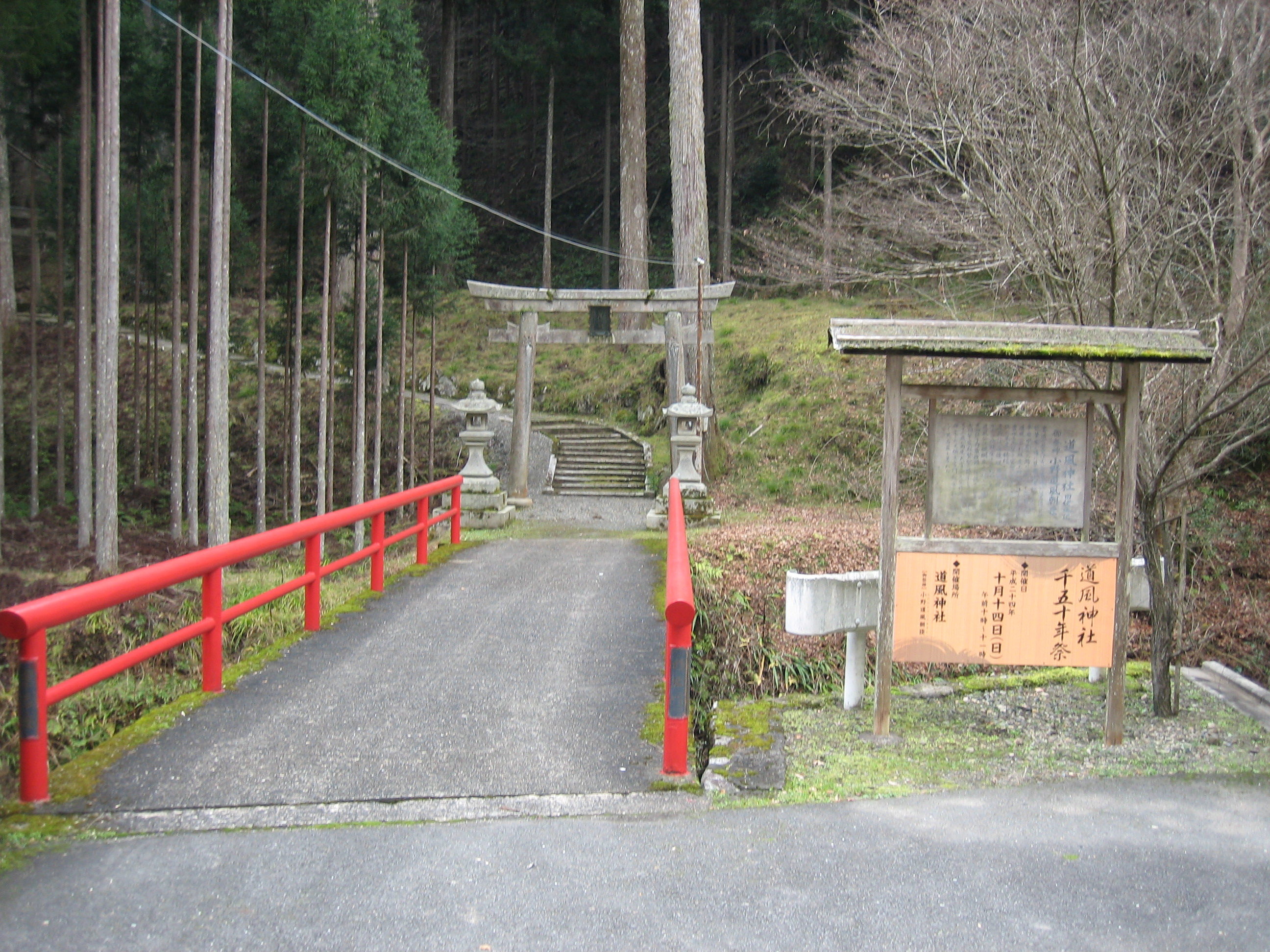
杉坂川に架かる思君橋（しくんばし）と鳥居
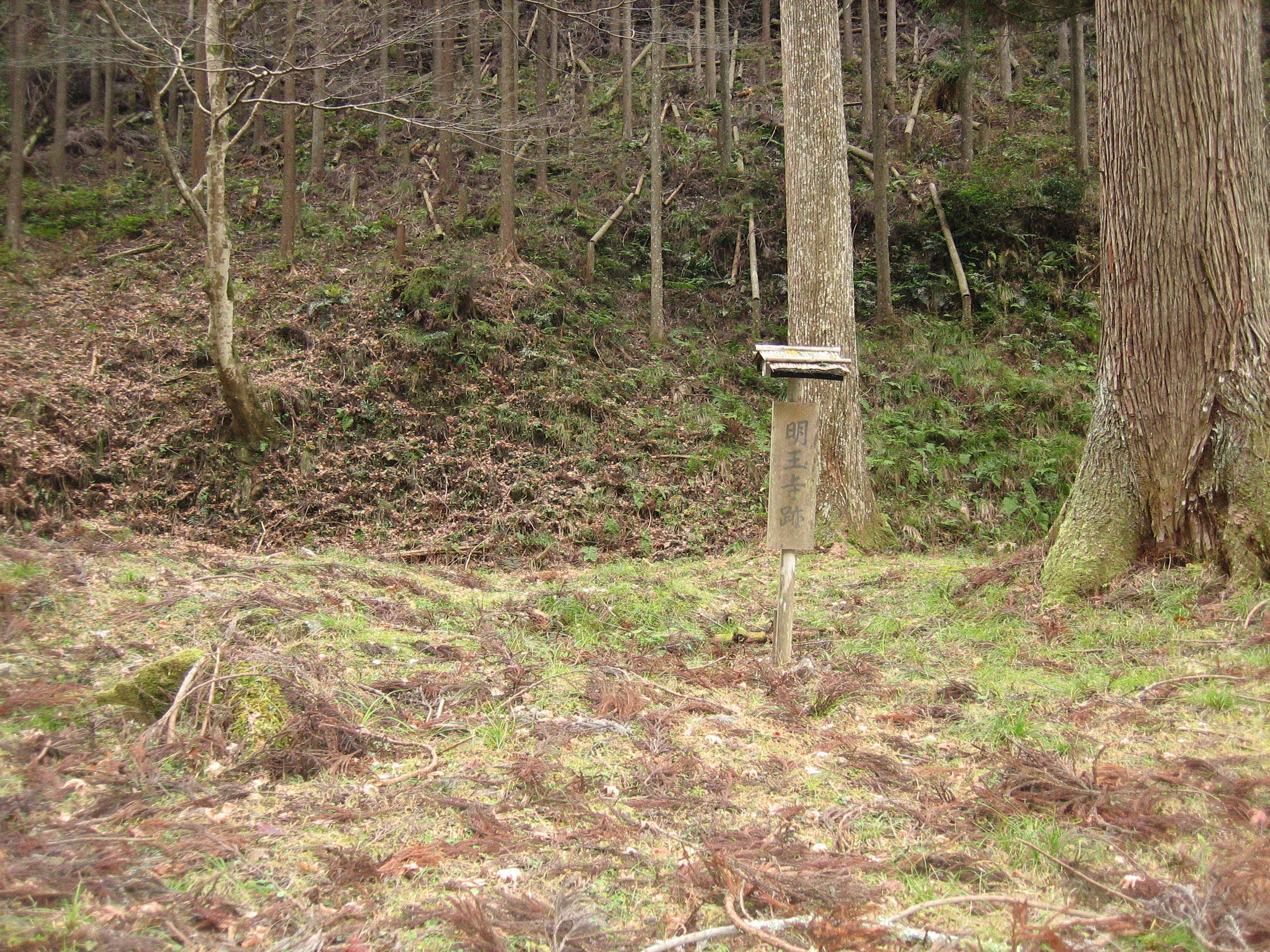
明王寺跡
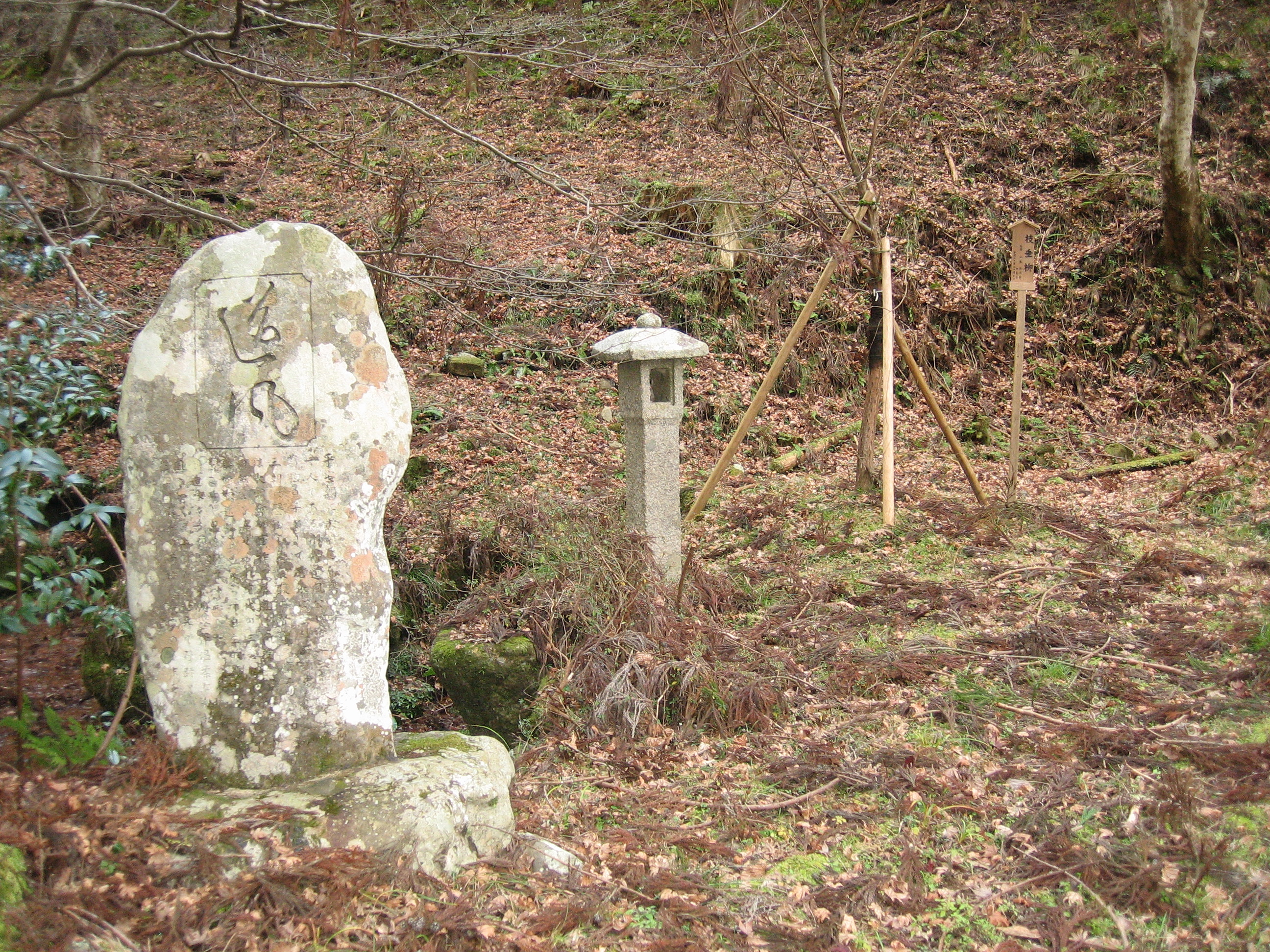
境内「道風」石碑
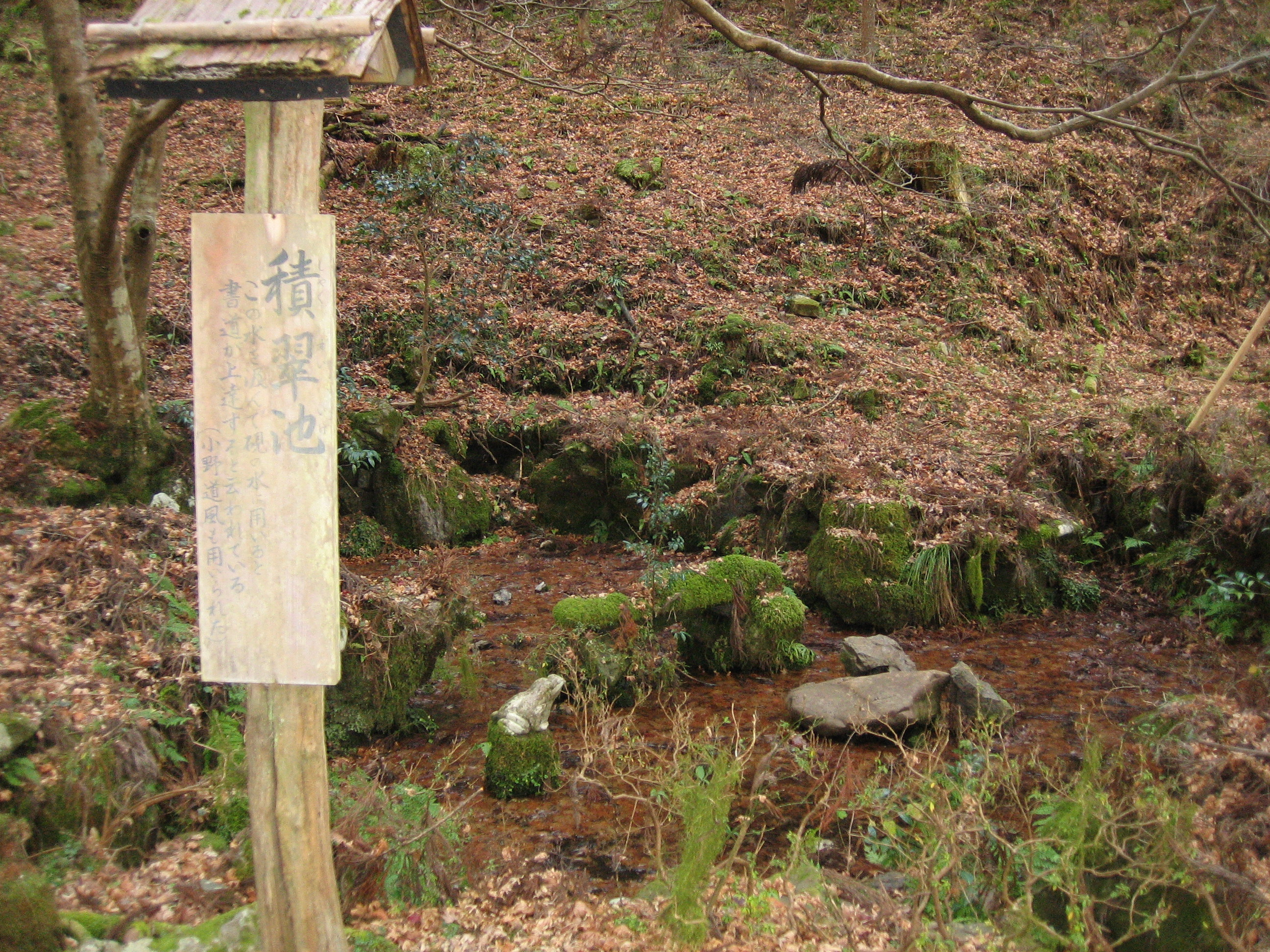
積翠池
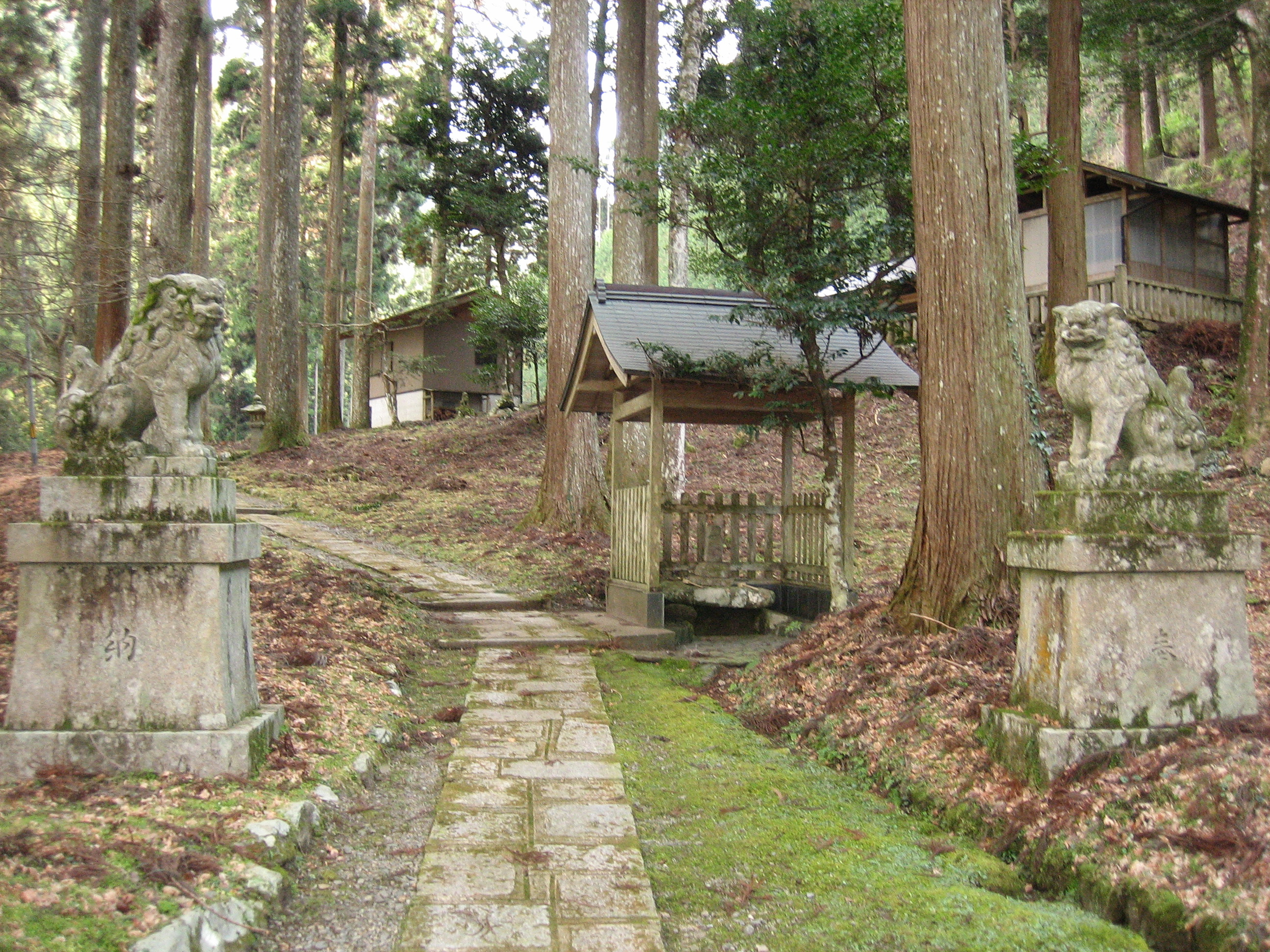
境内の森
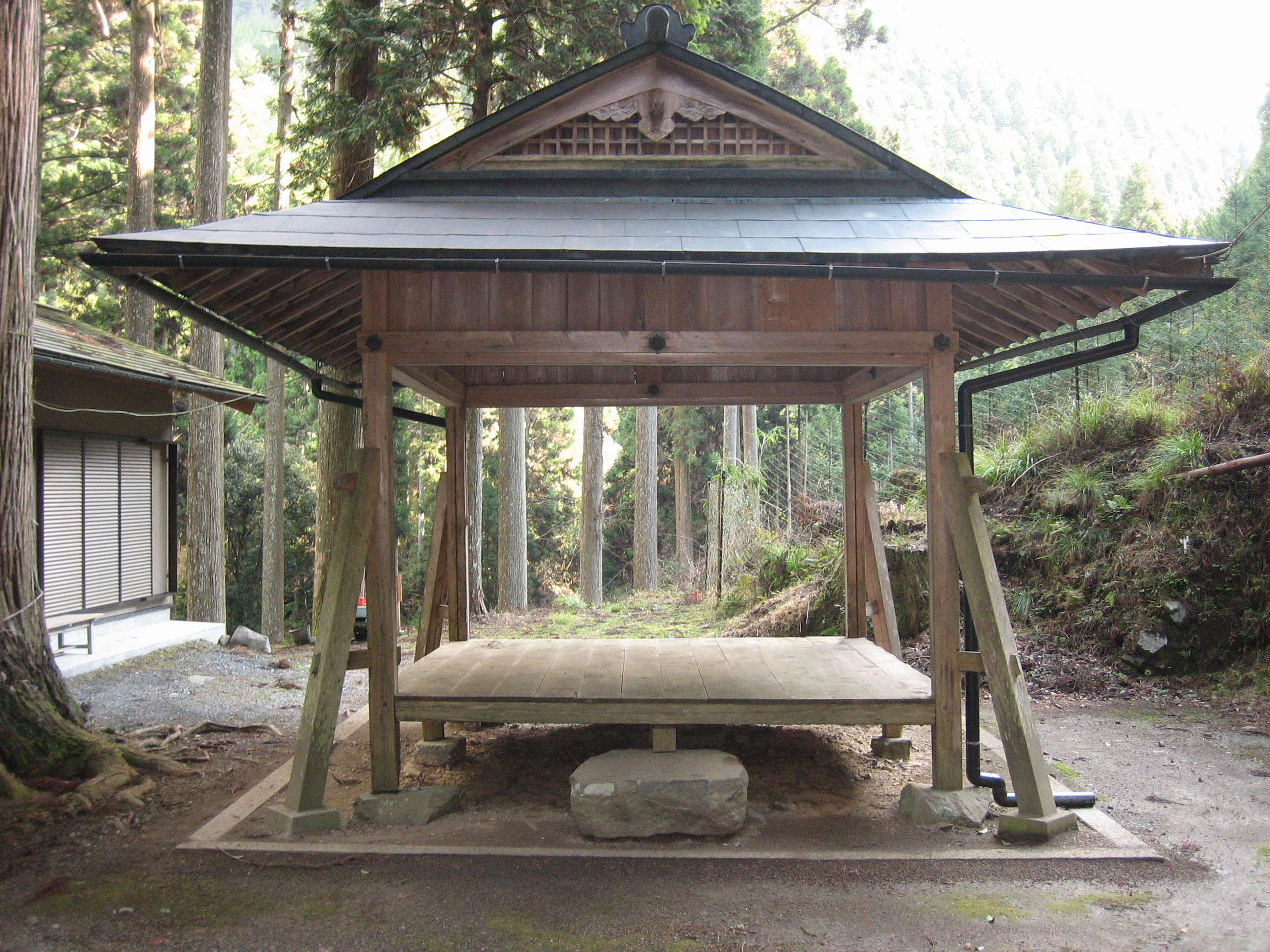
舞台
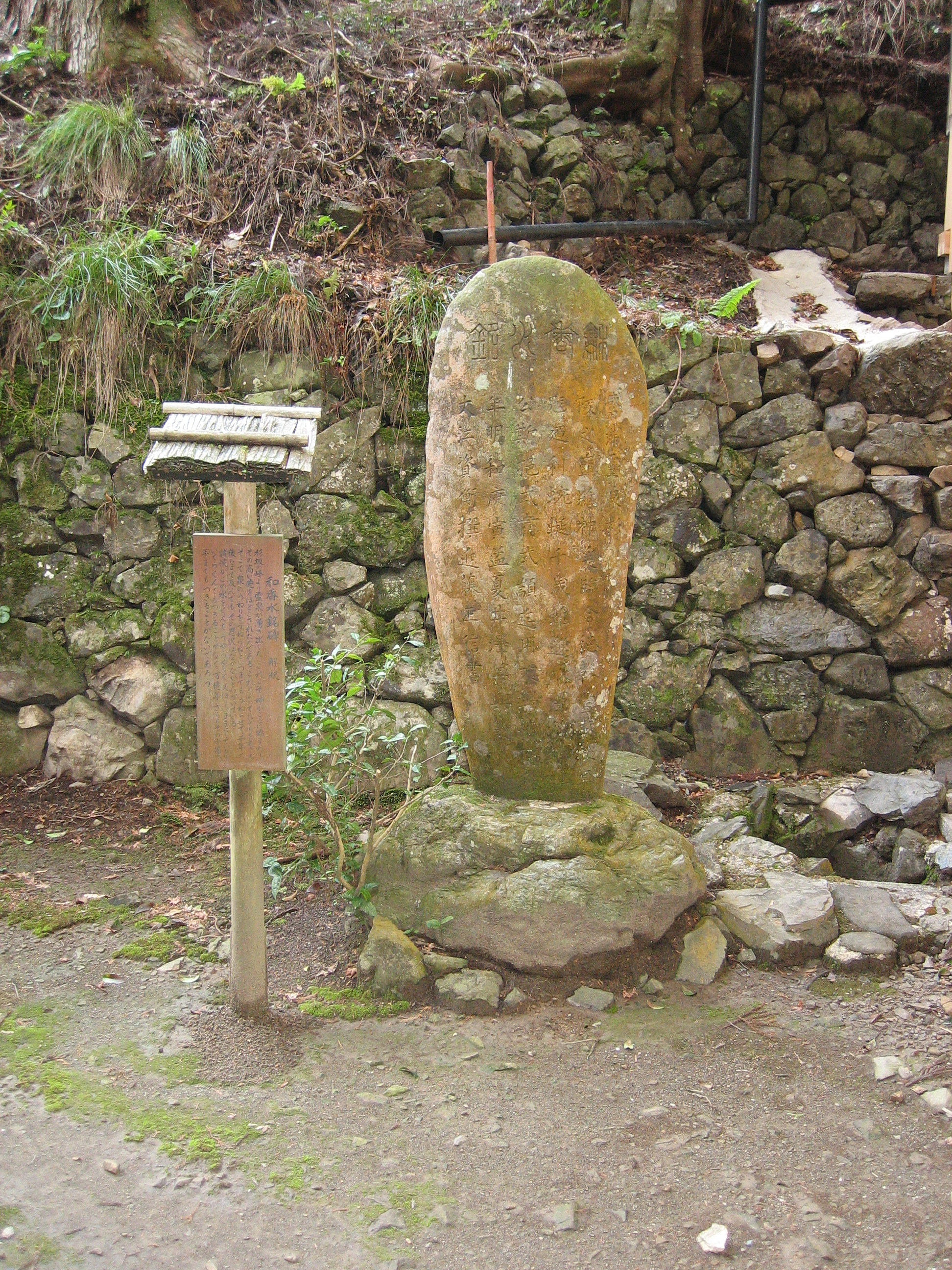
和香水碑